# Earth song〜大地の詩〜
『earth song〜大地の詩〜』（アース・ソング だいちのうた）は、松澤由美の3作目のシングル。1998年1月25日にイーストウエスト・ジャパンから発売された。

## 概要
シングル作品としては前作『OTOHA〜音波〜』以来約5か月を経ての発表である。
前作同様タイトル曲「earth song〜大地の詩〜」は、朝本浩文によるプロデュース。

## 収録曲
1. earth song〜大地の詩〜
作詞：松澤由美、作曲・編曲：朝本浩文
  - TBS系列『ワンダフル』エンディングテーマ
2. 君のかけら
作詞：松澤由美・Tosh Masuda、作曲・編曲：Tosh Masuda
3. earth song -大地の詩-（オリジナル・カラオケ）